# طرج (ترس)
الطَرْج هو نوع من التروس التي استخدمها نجديّو إسكتلندا في أوائل العصر الحديث. منذ أواخر القرن السادس عشر، وحتى معركة كلودين في عام 1746، كانت وسيلة الدفاع الرئيسية لنجديي إسكتلندا في المعركة هي الطروج.